# 馬丁·肖特
馬丁·肖特（Martin Hayter Short，1950年3月26日—）是一位加拿大裔美國人演員、喜劇演員、歌手、作家、製作人。他是週六夜現場的成員，並出演過眾多喜劇電影。他獲得過一次托尼獎。

## 外部連結
- 馬丁·肖特在互联网电影资料库（IMDb）上的資料（英文）
- 互聯網百老匯資料庫（IBDB）上馬丁·肖特的資料（英文）
- 馬丁·肖特 on National Public Radio in 2004
- Martin Short at Godspell.ca
- Northern Stars: Martin Short